# Les Gouttes de Dieu
Les Gouttes de Dieu (神の雫 Kami no Shizuku, Giọt rượu thần thánh) là một loạt manga seinen thuộc dòng manga ẩm thực của hai tác giả Agi Tadashi (nội dung) và Okimoto Shu (minh họa). Lấy chủ đề rượu vang, Les Gouttes de Dieu nói về cuộc tranh tài giữa Kanzaki Shizuku, con trai của một nhà thử rượu danh tiếng vừa qua đời, và Tomine Issei, một nhà thử rượu trẻ tài năng, nhằm tìm ra những loại rượu vang mà cha của Kanzaki đề cập tới trong di chúc của ông. Đây là một bộ manga ăn khách không chỉ ở Nhật mà còn ở quốc gia sản xuất rượu vang hàng đầu thế giới là Pháp.

## Nội dung
Kanzaki Shizuku (神咲雫) là con trai của Kanzaki Yutaka (神咲豐多香), một nhà nếm rượu (thử rượu) vang nổi tiếng thế giới, tuy nhiên bản thân Shizuku lại chưa từng uống một giọt rượu vang nào. Sau khi ông Yutaka qua đời, Shizuku bất ngờ biết rằng bố mình đã để lại một di chúc theo đó tài sản khổng lồ, bao gồm một kho rượu vang quý, của ông Yutaka sẽ chỉ được trao cho người thắng trong cuộc thi tài giữa Shizuku và Tomine Issei (遠峰一青), một nhà thử rượu trẻ tuổi nhưng rất tài năng, theo đó hai người phải tìm ra được 13 loại rượu vang được mệnh danh "12 Tông đồ" và "Giọt thần thánh" ("Les Gouttes de Dieu") mà ông Yutaka đã miêu tả lại.
Mặc dù chưa từng uống rượu vang nhưng Shizuku có giác quan rất nhạy bén với rượu do được ông Yutaka dạy dỗ từ nhỏ, anh còn được sự trợ giúp của Shinohara Miyabi (紫野原みやび), một cô gái làm nghề hầu rượu (sommelier) cùng các bạn của anh ở hãng đồ uống Taio. Tuy nhiên cuộc tranh tài vẫn hết sức khó khăn với Shizuku vì đối thủ của anh, Tomine Issei, thực sự là một nhà thử rượu tài năng và yêu thích rượu vang.

## Lịch sử sáng tác
Tác giả phần nội dung của Les Gouttes de Dieu là Agi Tadashi, đây thực ra là một bút danh dùng chung của hai chị em Yuko và Shin Kibayashi, phần minh họa của bộ manga do Okimoto Shu đảm nhận. Những trang đầu tiên của bộ truyện được xuất bản tại Nhật Bản vào tháng 11 năm 2004 trên tờ Weekly Morning của hãng Kodansha, sau đó Les Gouttes de Dieu được xuất bản dưới dạng tập truyện, tính cho tới năm 2009 đã có 17 tập được ra mắt công chúng. Trong vòng 3 năm (từ tháng 11 năm 2004 đến tháng 12 năm 2007), đã có hơn 500.000 tập Les Gouttes de Dieu được tiêu thụ. Bên ngoài nước Nhật, bộ truyện còn được đón nhận nồng nhiệt ở Hàn Quốc, Hồng Kông, Đài Loan và Pháp.
Từ tháng 1 năm 2009, một loạt phim truyền hình có nhan đề Kami no Shizuku với nội dung dựa theo bộ manga đã được hãng Nippon Television phát sóng tại Nhật Bản.
Toàn bộ các chi tiết về rượu vang được nhắc tới trong Les Gouttes de Dieu đều có thật và những loại rượu được các nhân vật trong truyện thưởng thức đều có thể tìm thấy trên thị trường. Nội dung truyện không chỉ mang tính giải trí mà còn cung cấp rất nhiều thông tin có ích về rượu vang cho độc giả. Người ta nhận định rằng bộ truyện đã có ảnh hưởng thực sự tới việc tiêu thụ mặt hàng rượu vang tại Nhật Bản và Hàn Quốc, theo đó ở Hàn Quốc lượng rượu vang bán ra sau khi bộ truyện được phát hành đã tăng từ 30% lên 70% trong tổng số lượng đồ uống có cồn. Sau khi một tập truyện Les Gouttes de Dieu có nhắc tới mác rượu vang Château Mont-Pérat, vốn trước đó ít được biết tới ở châu Á, một nhà nhập khẩu rượu Đài Loan đã lập tức bán được 50 thùng rượu Mont-Pérat chỉ trong vòng 2 ngày. Tương tự, loại rượu Colli di Conegliano Rosso của Umberto Cosmo đã tăng được 30% lượng bán ra khi tên của nó được nhắc tới trong Les Gouttes de Dieu. Hãng All Nippon Airways thì ghi nhận rằng họ đã phải thay đổi danh sách rượu vang phục vụ trên khoang vì nhu cầu gia tăng của khách hàng.